# Quartissimo
Quartissimo je slovenska instrumentalno-vokalna zasedba, ki je s skladbo »Love Symphony« zmagala na Emi 2009 in zastopala Slovenijo na Pesmi Evrovizije 2009. S svojim nastopom se niso uvrstili v finale.

## Zasedba
- Žiga Cerar (prva violina),
- Matjaž Bogataj (druga violina),
- Luka Dukarić (viola),
- Samo Dervišić (čelo) in
- Martina Majerle (vokal).